# Friserloven
Friserloven (egentlig Lov til fremmelse af frisisk sprog i det offentlige rum, på tysk Gesetz zur Förderung des Friesischen im öffentlichen Raum, på nordfrisisk Gesäts fort stipen foont friisk önj e öfentlikhäid) blev vedtaget i landdagen i Kiel den 11. december 2004. Initiativet til loven kom fra Sydslesvigsk Vælgerforening.
Loven giver nordfriserne i delstaten Slesvig-Holsten ret til at bruge nordfrisisk i offentlig forvaltning og både i skrift og tale i officielle sammenhænge. Loven fik umiddelbart betydning på den nordfrisiske ø Før, hvor et enkelt medlem af kommunerådet ikke kunne tale før-frisisk, hvorefter de øvrige medlemmer blev opfordret til at tale tysk. Med friserloven har friserne på Før nu ret til at benytte sig af deres modersmål i kommunerådet.
Loven omfatter blandt andet følgende punkter: 
- Nordfrisisk er andetsprog i Nordfrislands Kreds (selvom det nordfrisiske sprogområde er en tredjedel mindre end Nordfrislands kreds) og på Helgoland
- Bekendelsen til den nordfrisiske folkedel er fri
- Ved ansættelse inden for den offentlige forvaltning tages hensyn til frisiskkundskaber
- Skiltning på og i forvaltningsbygninger kan være flersproget
- Det nordfrisiske flag (guld-rød-blå) kan vaje ved siden af det slesvig-holstenske delstatsflag
- Byskilte i det nordfrisiske sprogområde kan være dobbeltsprogede